# Aeschynanthus leucothamnos
Aeschynanthus leucothamnos är en tvåhjärtbladig växtart som beskrevs av Friedrich Fritz Wilhelm Ludwig Kraenzlin. Aeschynanthus leucothamnos ingår i släktet Aeschynanthus och familjen Gesneriaceae. Inga underarter finns listade i Catalogue of Life.